# Añavieja
Añavieja és una localitat que pertany al municipi de Castilruiz, a la província de Sòria, concretament a la Comarca del Moncayo. Al cens de 2006 tenia 96 habitants. És una localitat important per la producció de patates xips i altres aperitius.